# Vilsandi

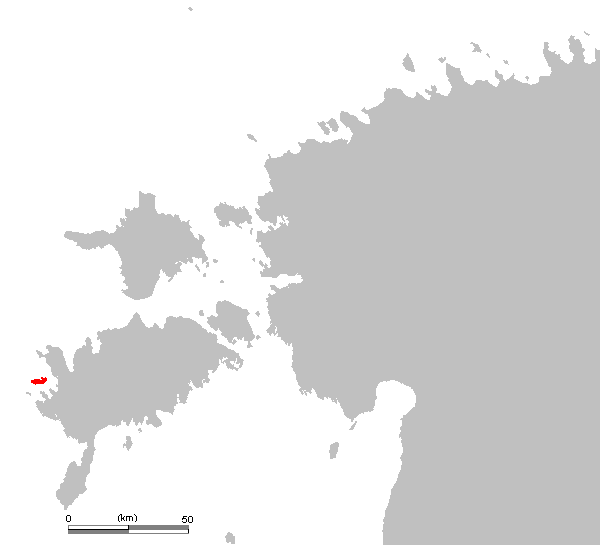
poloha ostrova

Vilsandi (dříve německy Filsand) je ostrov v obci Saaremaa v kraji Saaremaa v Estonsku. Nachází se ve vzdálenosti 10 km západně od ostrova Saaremaa. Rozloha ostrova je 8,75 km². Žije na něm přibližně 20 obyvatel.

## Historie
První obyvatelé osídlili ostrov v 18. století. Věnovali se především rybářstvím, stavbou lodí a obchodem. Maximální počet obyvatel v historii dosáhl čísla 200. V roce 1809 byl na západním konci postaven maják. V roce 1914 zde byla založena jedna z prvních ptačích rezervací a ta se v roce 1993 změnila na národní park Vilsandi.

## Galerie

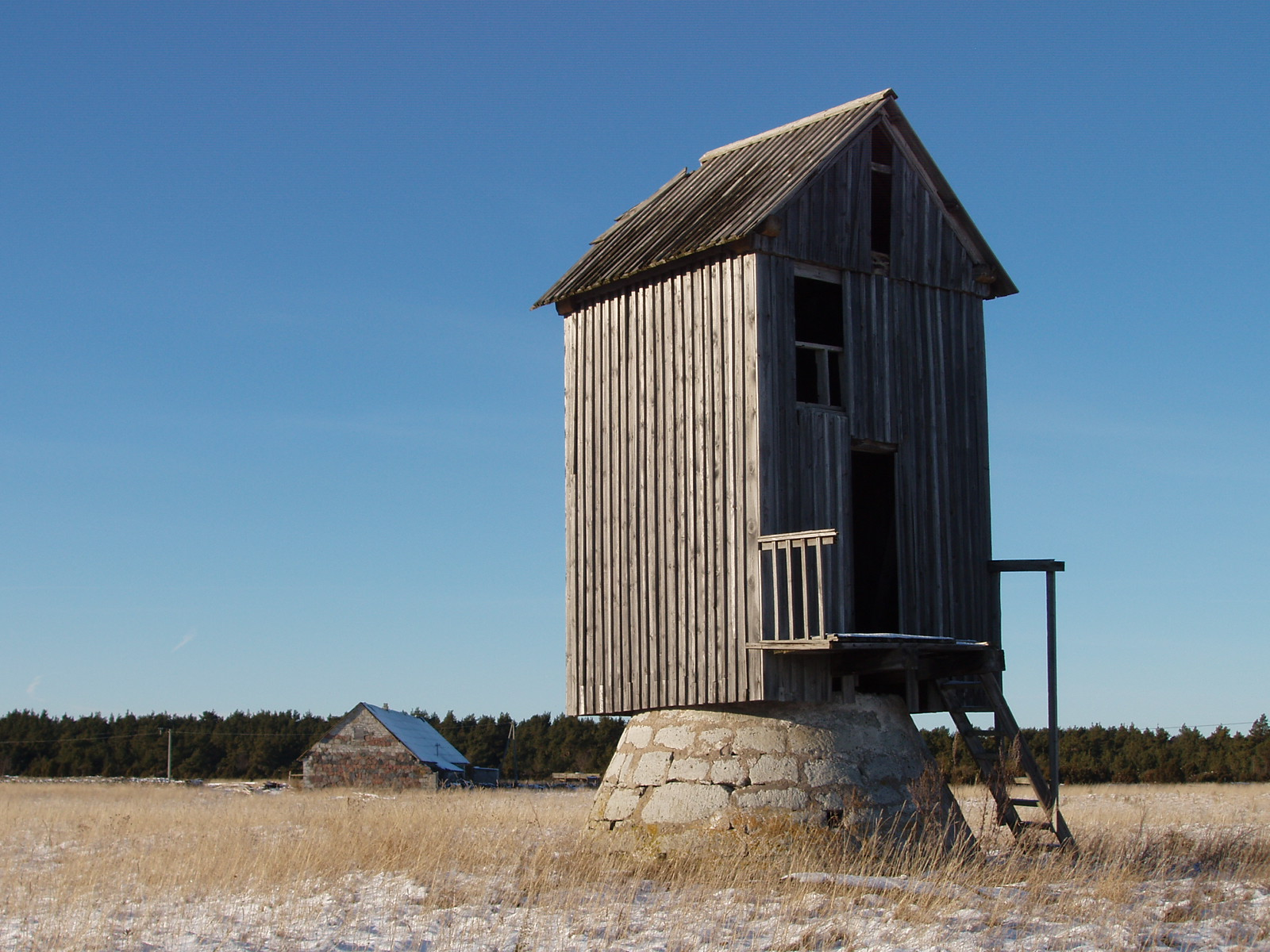
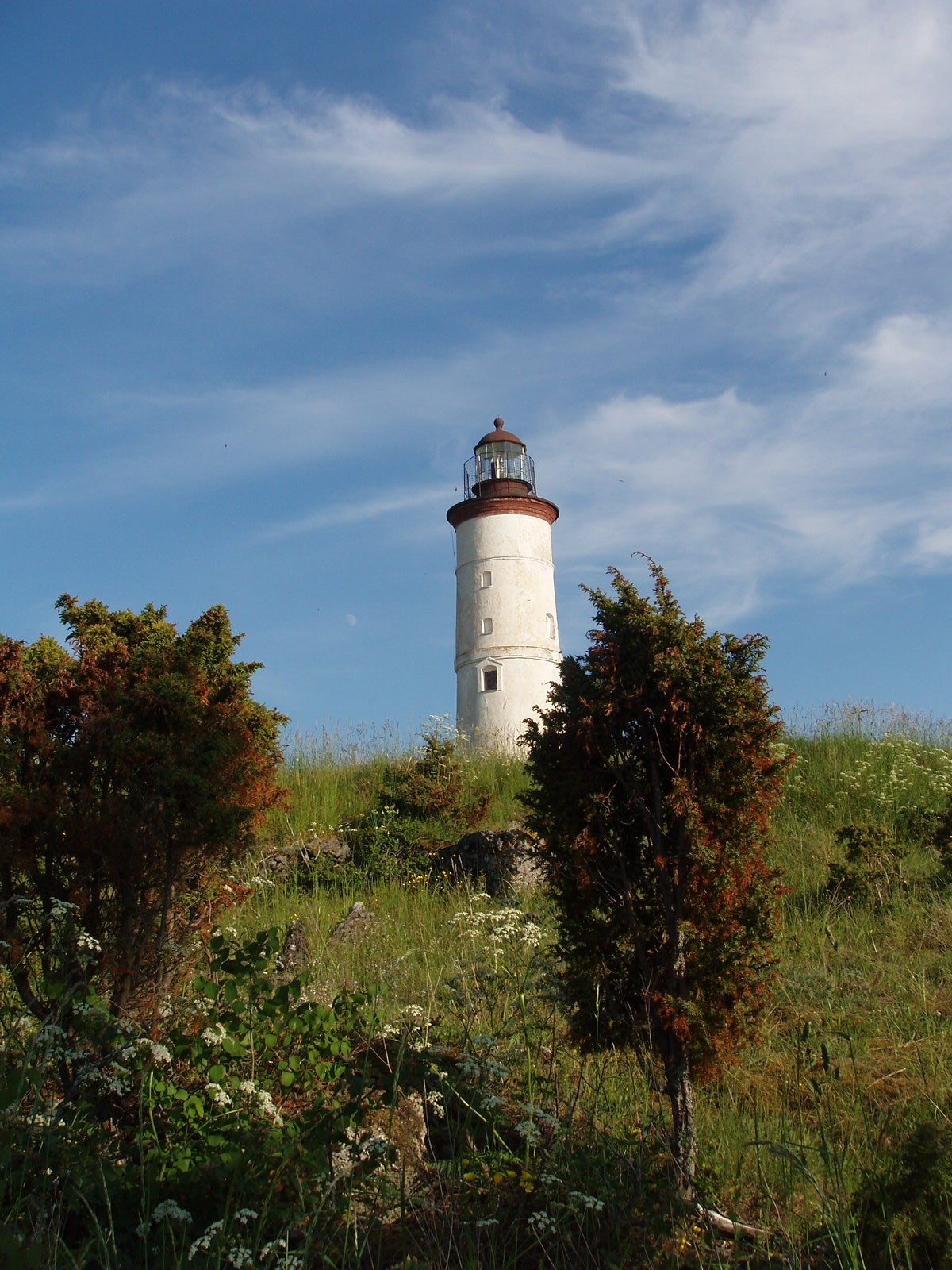
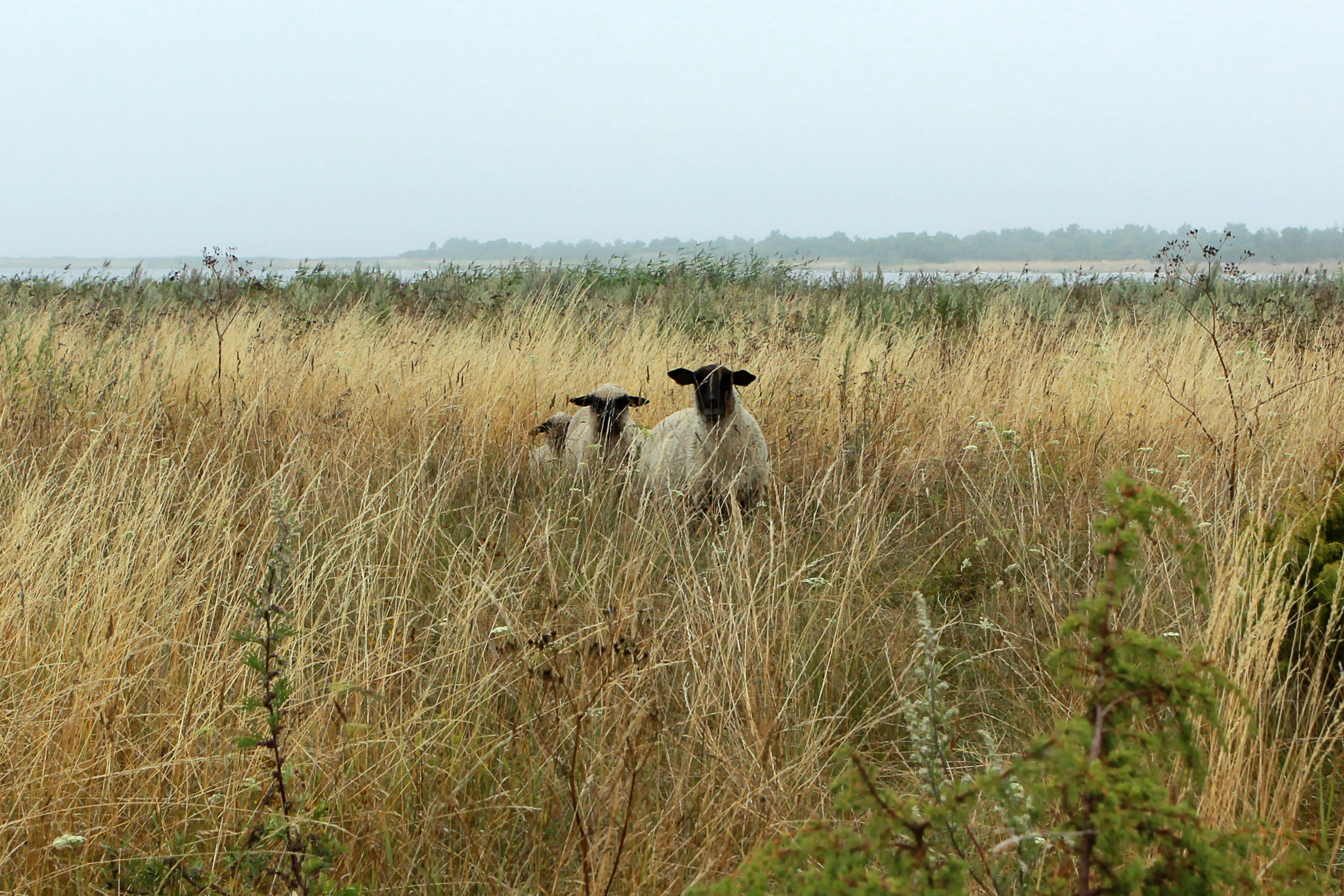
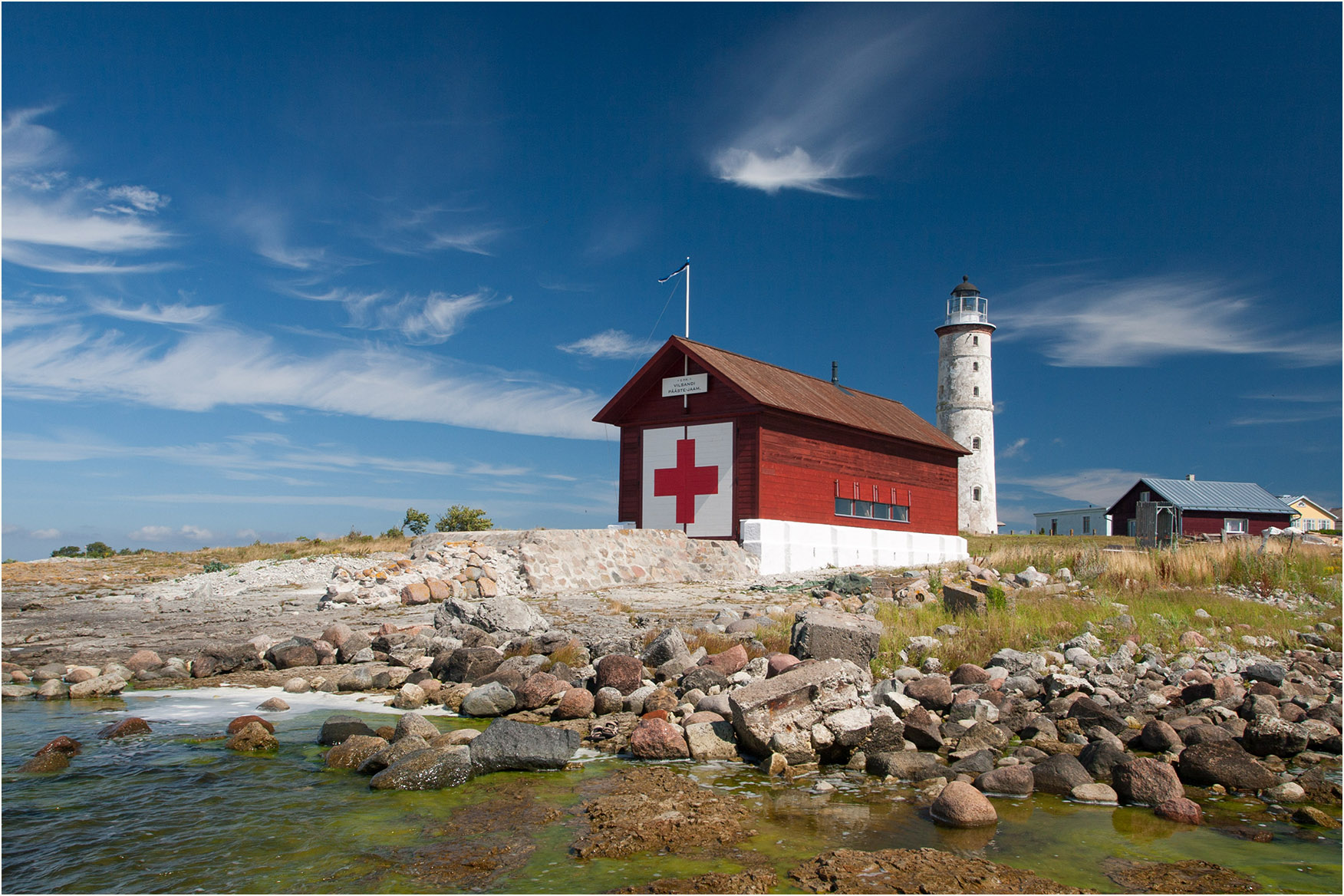
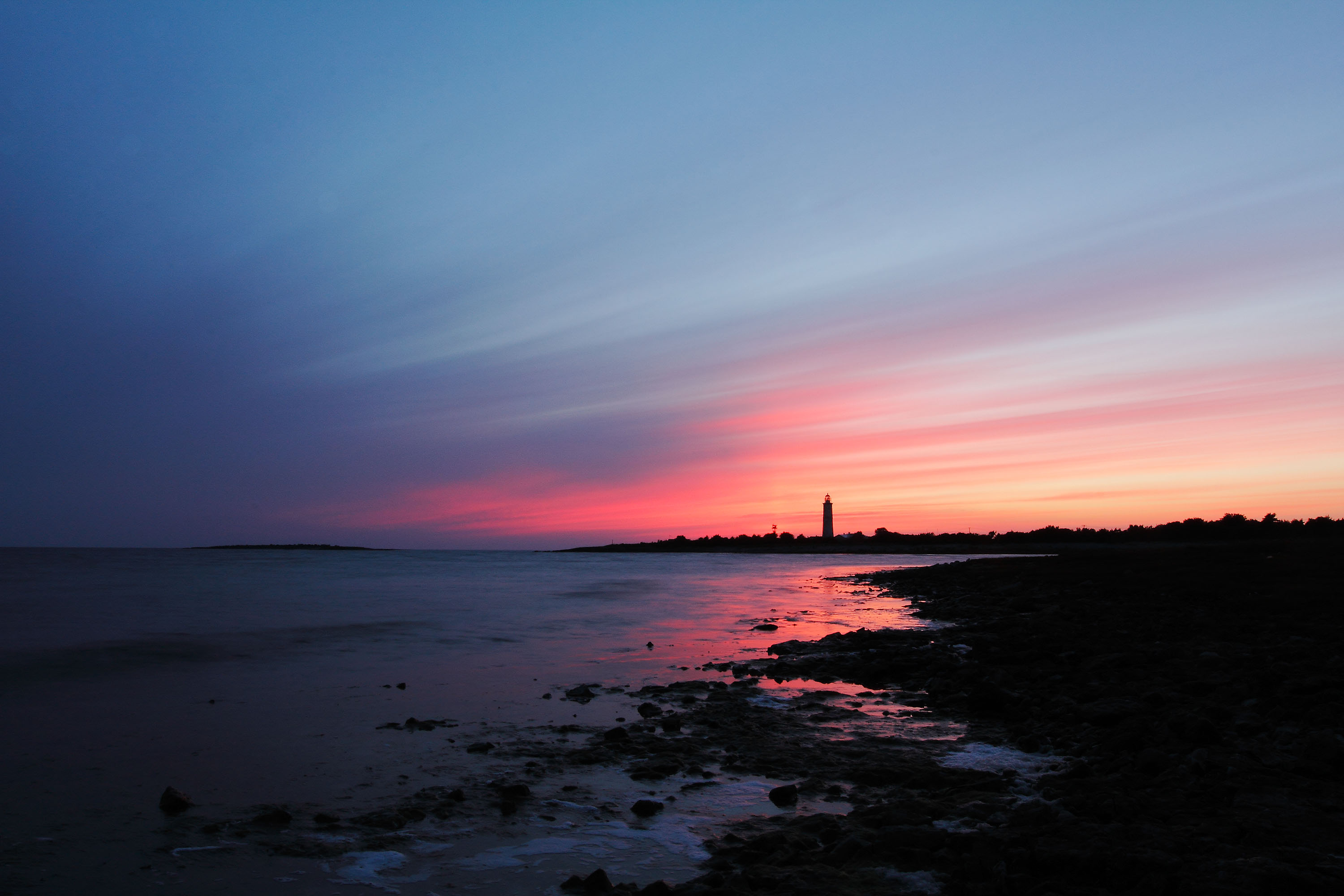
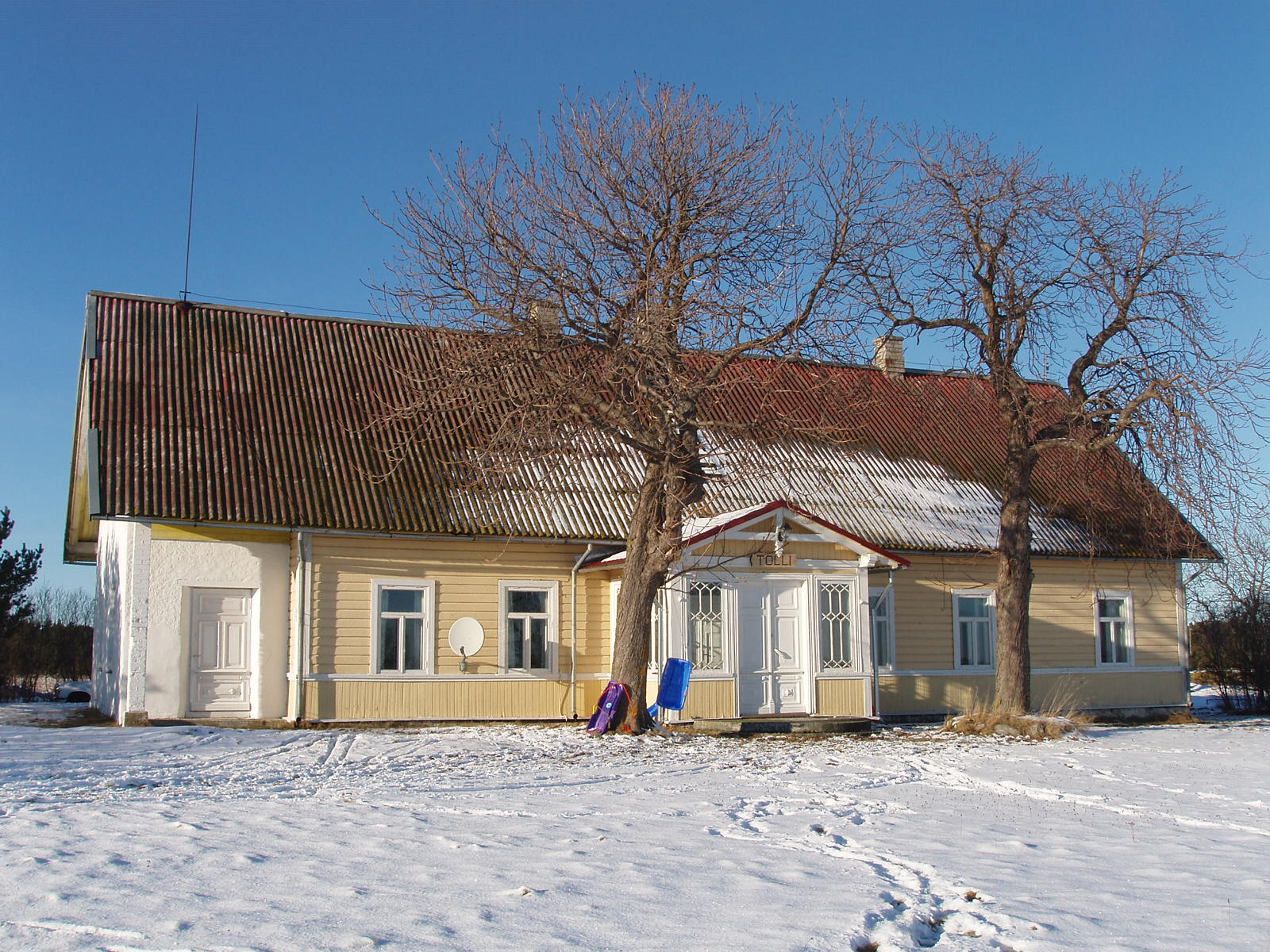
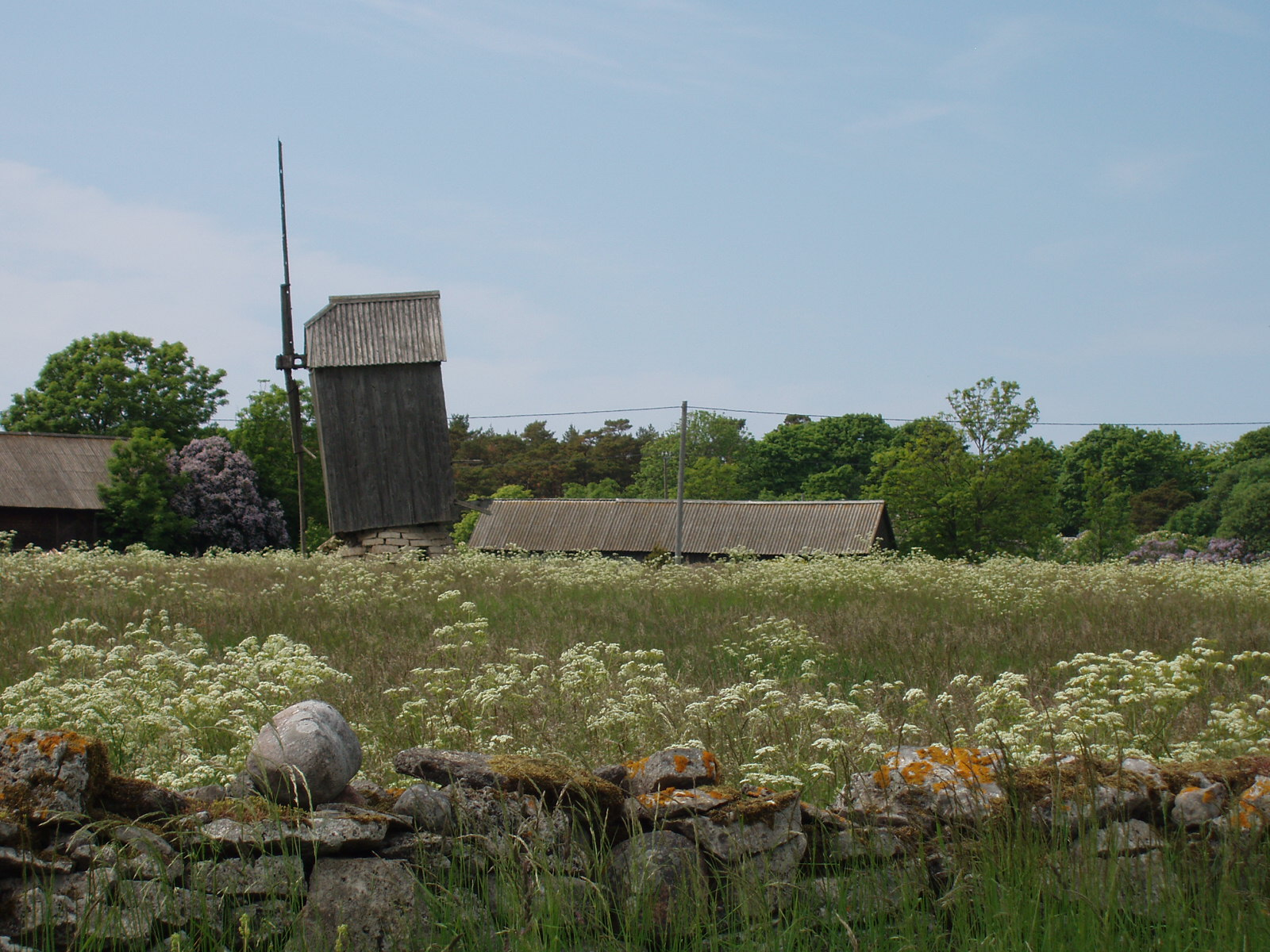